# Houten vasútállomás
Houten vasútállomás vasútállomás Hollandiában, Houten községben,  településen.

## Vasútvonalak
Az állomást az alábbi vasútvonalak érintik:
- Utrecht–Boxtel-vasútvonal

## Kapcsolódó állomások
A vasútállomáshoz az alábbi állomások vannak a legközelebb:
- Utrecht Lunetten-vasútállomás
- Houten Castellum vasútállomás